# Municipio de Jackson (condado de Perry, Pensilvania)
El municipio de Jackson  (en inglés: Jackson Township) es un municipio ubicado en el condado de Perry en el estado estadounidense de Pensilvania. En el año 2000 tenía una población de 525 habitantes y una densidad poblacional de 5.4 personas por km².

## Geografía
El municipio de Jackson se encuentra ubicado en las coordenadas 40°14′30″N 77°29′29″O / 40.24167, -77.49139.

## Demografía
Según la Oficina del Censo en 2000 los ingresos medios por hogar en la localidad eran de $37,054 y los ingresos medios por familia eran $39,821. Los hombres tenían unos ingresos medios de $30,000 frente a los $17,679 para las mujeres. La renta per cápita para la localidad era de $16,005. Alrededor del 18,2% de la población estaban por debajo del umbral de pobreza.